# ویکتور کراتاسیوک
ویکتور کراتاسیوک (روسی: Виктор Иванович Кратасюк؛ ۳۰ ژانویهٔ ۱۹۴۹ – ۱۸ مارس ۲۰۰۳) قایقران کانو اهل شوروی بود.